# Aliabad-e Daszti
Aliabad-e Daszti (perski: علي اباددشتي) – wieś w Iranie, w ostanie Jazd. W 2006 roku liczyła 149 mieszkańców w 24 rodzinach.